# Tony Caluga
Abraham Lillo Machuca, más conocido como Tony Caluga (Sierra Gorda, Antofagasta, 6 de enero de 1916-Santiago, 17 de julio de 1997) fue un payaso chileno y uno de los artistas circenses más populares y destacados de la historia del país, considerado como referente de la cultura popular chilena.

## Trayectoria
En 1926, Lillo Machuca, con sólo 9 años de edad, se lanzó a la vida artística viajando desde su natal Antofagasta a la conquista de Santiago, donde recorrió calles y locales. Sus primeros oficios fueron de cantante de ópera o improvisado actor callejero. Su talento y carisma comenzarían a abrirle puertas muy pronto.
Autobautizado como Machuquita, en 1932, llegó a los 15 años al famoso circo Las Águilas Humanas, donde comenzó a gestarse la leyenda del "Tony Caluga", nuevo nombre adaptado para Lillo Machuca, que alcanzó renombre internacional recorriendo el país y el continente, cosechando risas y aplausos de grandes y chicos. En 1941, empieza a dictar clases de payaso en el Teatro Caupolicán, convirtiéndose en número fijo en dicho recinto y consolidando su carrera, hasta instalarse con su propia carpa detrás del Hospital San Borja. Junto a su mujer, Teresa San Martín, formó una de las familias circenses de mayor trayectoria en el país.
De esta forma, Tony Caluga se convierte en un personaje típico de la cultura chilena, cuya institución circense supera la barrera del humor, y se convierte en un símbolo de la esencia de la chilenidad; su figura trasciende, se potencia y se eleva a la categoría de icono de la sociedad chilena. Así, artistas de diferentes ámbitos -en lo principal, payasos, cómicos y humoristas en ciernes- recogen sus técnicas, experiencia y domimio escénico para desarrollar sus propios espectáculos.
Lillo Machuca supo desarrollar una figura de payaso que se separaba de los prototipos o clasificaciones tradicionales; es decir, en sí, no era ni un clown ni un augusto, aunque se vinculó con este último y el contraugusto: pintaba la punta de su nariz de negro, usaba una "pantys" (calceta femenina) a modo de cubierta de su cabeza (para aparentar semi-calvicie), cabello-peluca de color anaranjado en los costados de las orejas y una especie de bigote blanco; vestía trajes amplios de colores vistosos (verde, amarillo, fucsia); y, en ocasiones, utilizó un sombrero.
Junto con ello, desarrolló un espectáculo circense que mezcló el humor con aspectos de reflexión ética de la vida y las costumbres del ser humano, y la denominada idiosincrasia del chileno (picardía y jocosidad basada en el uso de chilenismos no groseros).
Su historia y su figura fueron puestas de relieve con la exitosa obra de Andrés del Bosque, “La siete vidas del Tony Caluga”, estrenada por primera vez en 1994, y que marcó un hito en el teatro chileno, además de una fuerte influencia en las nuevas generaciones ligadas a las tablas. En ella, del Bosque revela los misterios de la vida del famoso payaso, la cual investiga a través de familiares y personas del ambiente que lo conocieron o trabajaron con él. La sencillez del lenguaje, el humor, la chispa y el carácter popular hicieron de ésta una obra entrañable, con la que el público se identificó ampliamente, al igual que con su personaje. Premiado con el Premio APES y con el Premio de la Crítica 1995, este montaje, que es uno de los más vistos en las últimas décadas, dio origen en Chile a una vigorosa corriente de Circo Teatro que hoy es reconocida por su carácter renovador, no sólo del teatro profesional, sino también de la pedagogía teatral.
El Tony Caluga murió a los 81 años, el 17 de julio de 1997, a causa de una neumonía aguda, en su casona de Quinta Normal, en Santiago. Un monolito lo recuerda en el bandejón central de la avenida principal de la capital Alameda, en la esquina de General Velásquez, lugar donde cada septiembre se levantan las carpas de los circos capitalinos.
Su hijo Caluga Junior y sus nietos del Clan Caluga, reparten sus temporadas entre Chile y varios países de Latinoamérica, en donde han obtenido un gran reconocimiento, con un espectáculo que, según ellos mismos, evita el humor grosero y pretende entregar un mensaje como Chaplín.